# Агуавиль, Диана
Диана Александра Агуавиль Каласакон (род. 10 августа 1983, Отонго Мапали, Санто-Доминго-де-лос-Тсачилас) — туземный эквадорский вождь, с 25 августа 2018 года, после победы на выборах — первая женщина-губернатор цахильской национальности после 104 лет нахождения у власти мужчин. Она также была второй женщиной, ставшей кандидатом.
В апреле 2019 года Национальное собрание наградило Диану Агуавиль премией Матильды Идальго де Просель в знак признания её социальных заслуг. Она также получила Юридическое соглашение, в котором выражено признание за её работу, неизменную готовность служить и приносить пользу, исходя из коллективных интересов. Само мероприятие проводилось в рамках празднования традиционного фестиваля Касама, который посвящён ценности самобытности народа цахила.